# Conospermum floribundum
Conospermum floribundum är en tvåhjärtbladig växtart som beskrevs av George Bentham. Conospermum floribundum ingår i släktet Conospermum och familjen Proteaceae. Inga underarter finns listade i Catalogue of Life.